# Катунь
Кату́нь (рос. Кату́нь) — основна водна артерія Республіки Алтай. Катунь (катун) в перекладі з древнетюркської означає «жінка».

## Географія
Катунь, зливаючись з Бією, за 19 км на північний захід від Бійська утворює річку Об, одну з найбільших у Сибіру.
Довжина її водостоку становить 688 км; площа водозбору 60,9 тис. км².
Катунь має 254 притоки загальною довжиною 708 км.
У басейні Катуні налічується понад 800 льодовиків загальною площею 625 тис. км², тому льодовикове живлення Катуні грає істотну роль. Середня річна витрата води становить 600—700 м³/с.
Катунь бере початок на південному схилі Катунського хребта у р. Бєлухи у льодовика Геблера.
По загальному характеру долини, Катунь ділиться на три ділянки: верхня Катунь, від витоків до річки Кокса, довжиною 210 км, середня Катунь від гирла Кокси до річки Сумульта довжиною 200 км, нижня Катунь довжиною 280 км, від Сумульти до злиття з Бією.
На верхній ділянці Катунь огинає Катунський хребет з південного і західного боків і володіє найбільшими ухилами із загальним падінням до 1000 м. На цій ділянці Катунь приймає безліч приток із південного і західного схилів Катунського хребта, а також Ліствяги і Халзуна. Ліси тут представлені чорновою тайгою.

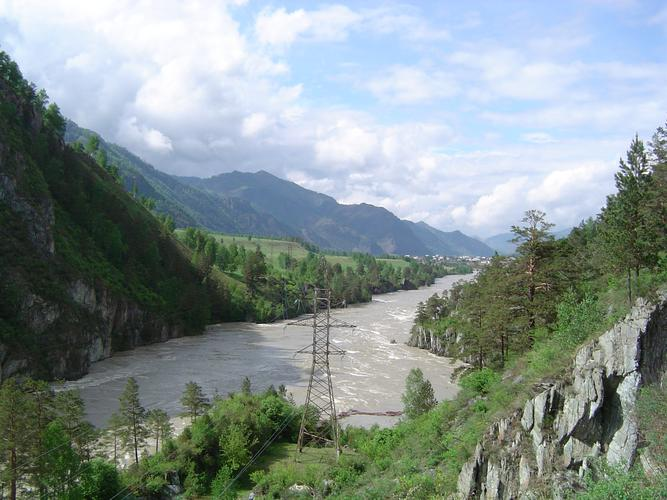
Річка Катунь у Чемальському районі

Середня Катунь, від річки Кокси до річки Сумульти, проходить в області високих гірських хребтів. Загальне падіння на цій ділянці — близько 400 метрів. Тут річка приймає найголовніші притоки з льодовиковим живленням: Мульта, Кураган, Аккем, Кучерла, Аргут і Чуя. Нижче селища Тюнгур до річки Аргут Катунь тече в порожистій ущелині. Від Аргута до річки Чуї і декілька нижче, вона протікає серед високих терас і бомов. За складом лісової рослинності на середній ділянці Катуні домінує модрина.
Нижня Катунь, від річки Сумульти до гирла розташовується в області середньогір'я і низькогір'я. Загальне падіння річки близько 400 м. Переважний характер долини — все ширший розвиток терас. З приток на цій ділянці найзначнішими є річки Чемал і Сема. Схили долини зайняті переважно модриною. Починаючи від гирла Сумульти з'являється сосна.
Нижче села Майми Катунь набуває характеру степової річки. Загальне падіння від витоку до гирла — 2000 м, чим і визначається велика швидкість течії — 5—6 м/сек.
Геологічна будова долини Катуні вельми різноманітно як по складу, так і часу утвору — від найстародавніших протерозойських порід до сучасних. Домінують сланці, граніти, вапняки, мармурозовані вапняки.
Вода Катуні належить до гідрокарбонатного класу кальцієво-магнієвої групи. Перевищення гранично допустимої концентрації (ГДК) важких металахів не спостерігається. Виняток становить ртуть. За іонами ртуті максимальне перевищення становить 3 ГДК і спостерігається в паводковий період, коли іони ртуті транспортуються по схилу річки суспендованими частинками. Присутність ртуті у воді Катуні пояснюється тим, що до басейну річки Катунь примикають Курайська і Сарасінська ртутно-рудні зони, складаючи досить значний відсоток площі його водозбору.
Річка Катунь володіє потужністю 4 млн кВт із можливим виробленням електроенергії близько 31 млрд кВт·г на рік. Сплавна. По долині Катуні на значному протязі йде Чуйський тракт.